# Държавно устройство на Нигерия
Нигерия е федерална президентска република.

## Изпълнителна власт
Изпълнителната власт се упражнява от правителството.

## Законодателна власт
Законодателната власт е поверена и в двете, правителството и двете камари на законодателя, на Камарата на представителите (360, избирани за 4 години) и на Сената (109, избирани за 4 години, по 3-ма от всеки щат и плюс един от столицата Абуджа).

## Съдебна власт
Съдебната власт се състои основно от Върховния съд на Нигерия, който е най-големият съд в страната. Той се председателства от главния съдия на Нигерия и тринадесет сътрудници съдии, назначени от президента на Нигерия по препоръка на Националния съдебен съвет и подлежи на потвърждение от страна на Сената.